# 出逢いのチカラ
「出逢いのチカラ」（であいのちから）は、日本の音楽グループAAAの楽曲である。
「出逢いのチカラ」「出逢いのチカラII」「出逢いのチカラIII」の3部作となっており、それぞれアルバム『ATTACK』、『AROUND』、『depArture』に収録されている。いずれも西島隆弘と宇野実彩子のデュエット曲で、作詞はKenn Katoが手がけた。

## 背景
男女の恋愛模様を描いた楽曲で、歌詞の中には「出逢い」「情熱」「思いやり」「運命」「別れ」などの恋愛に関係する言葉が含まれている。
2007年3月に発売された泣ける恋のバラードを集めたコンピレーション・アルバム『Girl's BALLAD Best -tear drops-』に収録され、2011年に発売されたコンピレーション・アルバム『ぜんぶ恋がかなう歌〜歌詞伝説〜』では"友達から恋人になれる曲"として紹介されている。
また、2012年12月に発表されたレコチョク「恋の始まりに聴きたい曲ランキング」では第3位を獲得している。
「出逢いのチカラ」シリーズは3部作であり、4作目以降の制作計画はないことがKenn Katoによって明らかにされている。

## シリーズ曲
出逢いのチカラ
- 作曲・編曲：Face 2 fAKE

初出は1stアルバム『ATTACK』。
リミックス・アルバム『REMIX ATTACK』には、リミックスバージョン「出逢いのチカラ (re:fragment mix)」が収録された。
レコーディング当時のAAAの楽曲ではバラード調なものは珍しく、言葉1つ1つに気持ちを乗せて歌うのが難しかったと西島が語っている。
出逢いのチカラII
- 作曲：石田匠、編曲：田辺恵三

初出は3rdアルバム『AROUND』。
テレビ朝日系『仮面ライダー電王』（第41話）の挿入歌として使用された。
出逢いのチカラIII
- 作曲：BOUNCEBACK、編曲：土肥真生

初出は4thアルバム『depArture』。
シリーズ完結編であり、シンプルなアレンジで、西島隆弘と宇野実彩子のハモリはなくサビ部分でユニゾンがある。

## 収録アルバム
出逢いのチカラ
- ATTACK
- REMIX ATTACK（re:fragment mix）
- Girl's BALLAD Best -tear drops-
- ぜんぶ恋がかなう歌〜歌詞伝説〜
- AAA 15th Anniversary All Time Best -thanx AAA lot-（初回生産限定盤のみ）

出逢いのチカラII
- AROUND

出逢いのチカラIII
- depArture
- Another side of #AAABEST